# Barenton-Bugny
Barenton-Bugny là một xã ở tỉnh Aisne, vùng Hauts-de-France thuộc miền bắc nước Pháp.